# Park Bom
Park Bom (hangul: 박봄), även känd under artistnamnet Bom, född 24 mars 1984 i Seoul, är en sydkoreansk sångerska.
Hon var medlem i den sydkoreanska tjejgruppen 2NE1 från gruppens debut 2009 till upplösningen 2016.

## Diskografi

### Singlar
| År               | Titel                                              | Topplacering          |
| År               | Titel                                              | Sydkorea (Gaon Chart) |
| Solo & samarbete | Solo & samarbete                                   | Solo & samarbete      |
| ---------------- | -------------------------------------------------- | --------------------- |
| 2006             | "Anystar" (med G-Dragon & Gummy)                   | —                     |
| 2009             | "You and I"                                        | 1                     |
| 2011             | "Don't Cry"                                        | 1                     |
| 2011             | "Having an Affair" (med G-Dragon & Park Myeong-su) | 1                     |
| 2013             | "All I Want for Christmas Is You" (med Lee Hi)     | 5                     |
| Medverkande      |                                                    |                       |
| 2006             | "We Belong Together" (av Big Bang)                 | —                     |
| 2006             | "Anystar" (av Lee Hyori)                           | —                     |
| 2006             | "Forever with You" (av Big Bang)                   | —                     |
| 2007             | "Along My Way" (av Red Roc)                        | 1                     |
| 2007             | "Baby Boy" (av Lexy)                               | —                     |
| 2010             | "Oh Yeah" (av GD & TOP)                            | 1                     |
| 2012             | "Up" (av Epik High)                                | 1                     |
| 2013             | "Black" (av G-Dragon)                              | —                     |